# Helmut Folwart
Helmut Folwart (* 16. September 1902 in Nieder-Bludowitz westlich von Teschen in Österreichisch-Schlesien als Helmut Folwartschny (auch Folwarczny); † 13. März 1987 in Mölln) war ein österreichisch-deutscher Philosoph. Folwartschny änderte seinen Namen Mitte 1934 in Helmut Folwart.

## Leben
Helmut Folwart war der Sohn des Pfarrers und späteren Kirchenrates von Österreichisch-Schlesien Hugo Folwartschny und seiner Frau Martha, geborene Lisztwan. Er besuchte von 1913 bis 1921 das Staats-Reformrealgymnasium in Freiwalden im Altvatergebirge. Nach dem mit Auszeichnung bestandenen Abitur studierte er ab 1921 an der Universität Breslau Deutsch, Geschichte und Philosophie. Die Ergänzungsprüfung in Griechisch bestand er im Juni 1922. Sein Mentor in Philosophie war Eugen Kühnemann. Nach zwei auswärtigen Semestern in Berlin (1923/24) und Heidelberg (1924) hörte er in Breslau auch theologische Vorlesungen unter anderem bei dem frühen Nationalsozialisten Karl Eduard Bornhausen. Seine Promotion erfolgte 1930 bei Kühnemann, mit dessen Hilfe er ein Stipendium der Notgemeinschaft der deutschen Wissenschaft erhielt, um gemeinsam mit dem Altphilologen und Germanisten Josef Körner an der Schlegel-Ausgabe zu arbeiten. In der Dissertation vertrat er gegen Carl Schmitt die Auffassung, dass es einen maßgeblichen Einfluss der Frühromantik auf Hegel gegeben habe. Am 14. Februar 1931 bestand Folwart die wissenschaftliche Prüfung für das Staatsexamen im höheren Schuldienst.
Folwart wurde 1932 deutscher Staatsbürger und heiratete im Januar 1934 Johanna Speisiger, Lehrerin und Tochter eines Pastors. Er trat am 4. Juli 1933 in die SA (Sturm 7/II) ein. Er war als Trupp-Schulungsleiter und später als Rottenführer aktiv. Am 4. Oktober 1934 wurde er NSLB-Mitglied (Mitgliedsnummer 322.123). In seiner Bewerbung zur Habilitation schilderte er, dass sich bereits sein Vater in dem „national gemischten Gebiet“ seiner sudetischen Heimat für das Deutschtum eingesetzt habe. Als Jugendlicher habe er den Zerfall der Habsburgermonarchie als traurig empfunden und sich über die Zuordnung der Region zur Czechischen Republik geärgert. Nach der Reifeprüfung hätten er und seine Schulkameraden sich geschworen, die deutsche Kultur in ihrer Heimat zu verteidigen. Die Habilitation erfolgte im November 1934 erneut bei Kühnemann mit einer Arbeit, in der Folwart vom Standpunkt des Kritizismus die neueren Ansätze von Husserl und Heidegger kritisierte. Sein Probevortrag ging über „Das Problem der Ethik in der Gegenwart“. Die Antrittsvorlesung hatte das Thema „Volkstum als philosophisches Problem“. Im Jahr 1935 erhielt Folwart einen Lehrauftrag. Er beantragte am 2. Juni 1937 die Aufnahme in die NSDAP, wurde rückwirkend zum 1. Mai desselben Jahres aufgenommen (Mitgliedsnummer 4.998.458) und war seit dem 1. März 1939 Blockleiter. Folwart wurde am 26. August 1939 Dozent neuer Ordnung und am 24. November 1942 zum außerplanmäßigen Professor ernannt. Er leistete im Krieg Militärdienst in Polen und Frankreich, wo er verletzt wurde. Ab 1942 wurde er in der Ukraine und in Italien in Lagern im Verwaltungsdienst eingesetzt.
Nach dem Zweiten Weltkrieg bewarb Folwart sich erfolgreich als Lektor im kirchlichen Dienst in den vormals deutschen Gebieten in Polen, wurde aber 1946 ausgewiesen. In der Folge führte er seine Ausbildung zum Pfarrer weiter und war als Pastor an der Friedenskirche in Hamburg-Eilbek tätig. Daneben lehrte er von 1949 bis 1954 an der Kirchlichen Hochschule Hamburg, wo er Kurse über Logik, Erkenntnistheorie und Ethik sowie Übungen über Kant abhielt. Folwarts Frau starb 1950 und er heiratete 1957 Alice Olga Pagel. Ab 1957 war er als Krankenhauspfarrer tätig.

## Schriften
- Friedrich Schlegels Verhältnis zur Philosophie. Ein Beitrag zur deutschen Geistesgeschichte im Ausgang des 18. Jahrhunderts. 1. Prolegomena. Ohlau in Schlesien 1930 (Dissertation).
- Jean Pauls Persönlichkeit und Weltanschauung nach seinen Briefen. Weimar 1933 (Examensarbeit).
- Kant, Husserl, Heidegger. Kritizismus, Phänomenologie, Existentialontologie. Ohlau in Schlesien 1936 (Habilitation).
- Kant und die Gegenwart. In: Kant-Studien 43 (1943), 103–169.